# (16054) 1999 JP55
A (16054) 1999 JP55 a Naprendszer kisbolygóövében található aszteroida. A LINEAR projekt keretében fedezték fel 1999. május 10-én.